# Savoy (Massachusetts)
Savoy é uma vila localizada no condado de Berkshire no estado estadounidense de Massachusetts. No Censo de 2010 tinha uma população de 692 habitantes e uma densidade populacional de 7,42 pessoas por km².

## Geografia
Savoy encontra-se localizado nas coordenadas 42° 35′ 39″ N, 73° 01′ 20″ O. Segundo o Departamento do Censo dos Estados Unidos, Savoy tem uma superfície total de 93.29 km², da qual 92.84 km² correspondem a terra firme e (0.49%) 0.45 km² é água.

## Demografia
Segundo o censo de 2010, tinha 692 pessoas residindo em Savoy. A densidade populacional era de 7,42 hab./km². Dos 692 habitantes, Savoy estava composto pelo 93.79% brancos, o 1.88% eram afroamericanos, o 0.58% eram amerindios, o 0.29% eram asiáticos, o 0% eram insulares do Pacífico, o 0% eram de outras raças e o 3.47% pertenciam a duas ou mais raças. Do total da população o 1.3% eram hispanos ou latinos de qualquer raça.